# Hale Hamilton

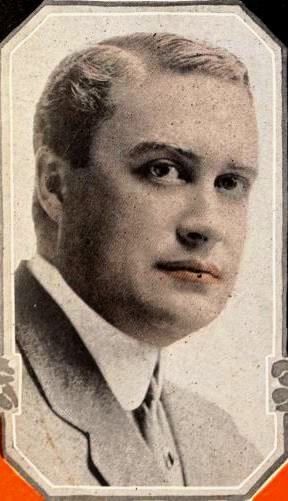
Hale Hamilton (1918)

Hale Rice Hamilton (* 28. Februar 1879, 1880 oder 1883 in Topeka, Kansas; † 19. Mai 1942 in Hollywood, Kalifornien) war ein US-amerikanischer Schauspieler.

## Leben
Hale Hamilton wurde im US-Bundesstaat Kansas geboren. Sein genaues Geburtsjahr ist strittig, so werden je nach Quelle die Geburtsjahre 1879, 1880 und 1883 genannt. Sein jüngerer Bruder war der Politiker John Daniel Miller Hamilton (1892–1973), der zeitweise in der Republikanischen Partei in Kansas eine Führungsrolle innehatte. 1901 stand Hale Hamilton erstmals am Broadway in New York auf der Bühne, wo er bis einschließlich 1929 in mehr als 20 Produktionen auftrat. Gelegentlich war er dabei zugleich auch Produzent oder Autor der Theaterproduktionen.
1918, als er längst als Bühnenschauspieler etabliert war, gab Hamilton sein Filmdebüt in The Winning of Beatrice. Während der Stummfilmära spielte er mehrfach an der Seite seiner Ehefrau Grace La Rue. In der ersten Verfilmung von Der große Gatsby verkörperte der großgewachsene, bullig wirkende Hamilton im Jahr 1926 die Rolle des Tom Buchanan. In der frühen Tonfilmzeit boten sich Hamilton noch einige gute Nebenrollen, unter anderem als Stiefvater von Jackie Coopers Hauptfigur im Boxerdrama Der Champ (1931), als Geistlicher und Bruder von Paul Munis Sträfling in Jagd auf James A. (1932) und als ein verheirateter Verehrer von Jean Harlow in der Komödie Millionäre bevorzugt (1934). Er war bis 1940 in mehr als 80 Produktionen zu sehen, wobei er sich zuletzt mit zunehmend kleineren Rollen begnügen musste.
Hamilton meldete 1937 aufgrund von mehr als 20.000 US-Dollar Schulden Insolvenz an. Nachdem er 1942 einer Hirnblutung erlag, wurde im Cypress Lawn Memorial Park in Colma bestattet. Seine ersten beiden Ehen mit den Schauspielerinnen Jane Oaker (1878–1960) und Myrtle Tannehill (1886–1977) wurden geschieden, seine letzte Ehe mit seiner mehrmaligen Filmpartnerin Grace La Rue (1882–1956) hielt von 1920 bis zu seinem Tod.

## Filmografie
- 1918: The Winning of Beatrice
- 1918: Opportunity
- 1918: Five Thousand an Hour
- 1919: Johnny-on-the-Spot
- 1919: That’s Good
- 1919: After His Own Heart
- 1919: Full of Pep
- 1919: In His Brother’s Place
- 1919: The Four-Flusher
- 1923: His Children’s Children
- 1925: The Manicure Girl
- 1926: Wien bleibt Wien (The Greater Glory)
- 1926: The Great Gatsby
- 1926: Tin Gods
- 1926: Summer Bachelors
- 1927: Girl in the Rain
- 1927: Das Fräulein vom Amt (The Telephone Girl)
- 1930: Good Intentions
- 1930: Common Clay
- 1930: Paid
- 1931: Beau Ideal
- 1931: Irrwege des Lebens (Dance, Fools, Dance)
- 1931: The Drums of Jeopardy
- 1931: A Tailor Made Man
- 1931: Strangers May Kiss
- 1931: Never the Twain Shall Meet
- 1931: The Great Lover
- 1931: Rebound
- 1931: Murder at Midnight
- 1931: New Adventures of Get-Rich-Quick Wallingford
- 1931: Helgas Fall und Aufstieg (Susan Lenox)
- 1931: Der Champ (The Champ)
- 1931: Das Mädel aus Havanna (The Cuban Love Song)
- 1932: A Fool’s Advice
- 1932: Love Affair
- 1932: Rettender Ruin (A Successful Calamity)
- 1932: Two Against the World
- 1932: Life Begins
- 1932: Those We Love
- 1932: Graf Zaroff – Genie des Bösen (The Most Dangerous Game)
- 1932: Three on a Match (Tres vidas de mujer)
- 1932: Jagd auf James A. (I Am a Fugitive from a Chain Gang)
- 1932: Call Her Savage
- 1932: Manhattan Tower
- 1933: The Billion Dollar Scandal
- 1933: Employees’ Entrance
- 1933: Reform Girl
- 1933: Parole Girl
- 1933: Black Beauty
- 1933: Strange People
- 1933: One Man’s Journey
- 1933: The Wolf Dog
- 1933: Curtain at Eight
- 1933: Sitting Pretty
- 1933: Zwillings-Ehemänner (Twin Husbands)
- 1934: The Quitter
- 1934: City Park
- 1934: Private Scandal
- 1934: Dr. Monica
- 1934: Millionäre bevorzugt (The Girl from Missouri)
- 1934: Big Hearted Herbert
- 1934: When Strangers Meet
- 1934: The Marines Are Coming
- 1935: Grand Old Girl
- 1935: The Woman in Red
- 1935: Nach Büroschluss (After Office Hours)
- 1935: Hold ’Em Yale
- 1935: Let ’em Have It (The Legion of Valour)
- 1935: The Nitwits
- 1935: Calm Yourself
- 1935: Das Schiff des Satans (Dante’s Inferno)
- 1935: Wo die Liebe hinfällt (I Live My Life)
- 1935: 3 Kids and a Queen (Three Kids and a Queen)
- 1938: Die Abenteuer des Marco Polo (The Adventures of Marco Polo)
- 1940: Der große Edison (Edison, the Man)